# Pauvre Lola
Pauvre Lola est une chanson française écrite et composée par Serge Gainsbourg en 1964.

## Fiche artistique
- Titre : Pauvre Lola
- Paroles et musique : Serge Gainsbourg
- Interprète d'origine : Serge Gainsbourg sur le disque 33 tours monophonique Gainsbourg Percussions, Philips B-77-842-L
- « Le rire de Lola » : France Gall, non créditée
- Arrangements et direction musicale : Alain Goraguer
- Orchestre :
  - Piano : Alain Goraguer
  - Contrebasse : Pierre Michelot
  - Batterie : Christian Garros
  - Orgue : Eddy Louiss
- Producteur : Claude Dejacques
- Ingénieur du son : Roger Roche
- Année de production : 1964
- Éditeur : Sidonie
- Parution : 26 octobre 1964
- Durée : 2 min 26 s

## Commentaire
On sait combien Gainsbourg fut inspiré, voire obsédé par Lolita, le roman de Vladimir Nabokov adapté au cinéma par Stanley Kubrick. À peine sorti de son précédent album, Serge n’a de cesse de répéter que « Non, rien n’aura raison de moi, j’irai t’chercher ma Lolita, chez les yé-yé ». À partir de là, ce thème s’inscrira en filigrane dans toute son œuvre, le paroxysme étant Histoire de Melody Nelson.
Ici, « Lolita-Gall », pour un peu, se donnerait sans retenue dès le début, ce qui n’est pas du goût de « Humbert-Gainsbourg » (en référence au personnage du roman, Humbert Humbert) : 
Elle réalise alors qu’elle s’est fourvoyée et elle rit. Ce qui est attesté par Jean-François Brieu : « Son rire souligne les contradictions dans lesquelles s’empêtre la Pauvre Lola. » Effectivement, tout de suite après, la voilà très réservée, ce qui excite davantage le beau Humbert-Gainsbourg : 
Et ça la fait glousser un peu plus. Mais on ne saura jamais la fin de l’histoire puisque Humbert-Gainsbourg demande à Lolita-France si elle se rend compte qu’avec ses continuels « p’t-être ben que oui, p’t-être ben que non », on ne peut pas la prendre jusqu’aux calendes grecques… (Elle en rit encore).
Jean-François Brieu émet une hypothèse sur toute cette affaire : « Docteur Serge, dissimulé derrière le visage blond de madame Charlemagne, a trouvé le moyen de propager des propos auxquels il n’a pas envie de renoncer : le désir, le dégoût, la séduction et la sublimation des corps. » Ce que confirmerait Serge Gainsbourg : « J’ai placé mon univers de la chanson dans une sphère de luxe et de névrose. »
Alain Coelho écrit à propos de la versification de Pauvre Lola : « Un attrait particulier pour la sonorité et cette technique du rejet qui vont caractériser Gainsbourg. […] Le texte Pauvre Lola est exemplaire : « Il est des mots tendres / Qu’elle aime entendre / Tendre Lola / Oui quelques mots tendres / Devraient atten- / Drir Lolita. » Dans ces quelques vers laconiques s’énonce aussi le caractère définitif, sans appel, de l’univers singulier qui cherche à s’unifier en Gainsbourg. […] Il semble que la perspective de l’auteur soit enfin trouvée ; de cette adéquation du rejet et d’un « ton distant », Gainsbourg va en faire, avec l’association verbale, la clef de voûte de ses recherches d’écritures. »
Sinon tout est percutant musicalement et techniquement : Alain Goraguer et ses grands jazzmen « jazzhotent » à qui mieux mieux avec une prise de son effectuée par Roger Roche. Et si Lolita-France n’arrête pas de se répandre en éclats de rires, c’est parce que l’élégant et classieux phrasé d’Humbert-Gainsbourg est quand même terriblement séduisant…
Le rire de France Gall fait également partie des percussions. Il est régulé afin d’éviter des pics sonores disgracieux et résonne comme des grelots ou des clochettes. Mais cela contrarie un peu la légende qui prétend qu’on aurait capté son mythique rire en cachette : « La pauvre Lola, celle qui glousse à la fin de la chanson n’est d’ailleurs pas la véritable Lola, mais bien la jouvencelle France Gall dont le rire a été capturé à son insu en studio. »

## Pauvre Lolaen CD album
- 2001 : Gainsbourg Percussions (1 CD Mercury/Universal) (Réédition de l'original de 1964)
- 2007 : Bonnie and Clyde (1 CD Mercury/Universal) (Réédition de l'original de 1968)

## Autour dePauvre Lola
- Version Bourvil-Maillan : parodie des deux acteurs-chanteurs, l’une des dernières chansons enregistrées par Bourvil le 9 juillet 1970 avant son décès survenu deux mois et demi après (le 23 septembre).
- Pauvre Lola présente des similitudes avec la chanson Umqokozo [8](A Children's Game Song About A New Red Dress) de Miriam Makeba, incluse dans son album Many Voices of Miriam Makeba (Kapp KL-1274) 1960, apparemment écrite et composée par elle-même. Néanmoins, Gainsbourg est seul crédité à la Sacem pour cette chanson contrairement à trois autres titres (Joanna, New York USA et Marabout) du même album Gainsbourg Percussions pour lesquels la Sacem accrédite Gainsbourg en tant qu'adaptateur de compositions du Nigérian Babatunde Olatunji, comme le spécifient par ailleurs Yves-Fernand Bouvier et Serge Vincendet dans leur anthologie des œuvres de Serge Gainsbourg, L'Intégrale et Cætera[9].
- La chanson est entendue dans le premier épisode de la série Legion[10] lors de la scène de rêve suivi de danse de David[11].